# NGC 662
NGC 662 ist eine spiralförmige Radiogalaxie vom Hubble-Typ Sc im Sternbild Andromeda am Nordsternhimmel. Sie ist schätzungsweise 259 Millionen Lichtjahre von der Milchstraße entfernt und hat einen Durchmesser von etwa 60.000  Lichtjahren. Vom Sonnensystem aus entfernt sich die Galaxie mit einer errechneten Radialgeschwindigkeit von näherungsweise 5.700 Kilometern pro Sekunde.
Die Typ Ia-Supernova SN 2001dn wurde hier beobachtet.
Im selben Himmelsareal befinden sich unter anderem die Galaxien PGC 6397, PGC 212824, PGC 2102626, PGC 2108570.
Das Objekt wurde am 22. November 1884 von dem französischen Astronomen Édouard Jean-Marie Stephan entdeckt.